# Marco Praga

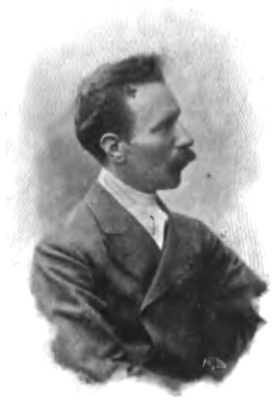
Marco Praga.

Marco Praga, född den 20 juni 1862 i Milano, död den 31 januari 1929, var en italiensk författare. Han var son till Emilio Praga.
Praga ägnade sig tidigt åt dramatiskt författarskap och hade sin första sceniska framgång med Le vergini (uppförd 1889, tryckt 1890). Av hans senare, i allmänhet dystra naturalistiska pjäser bör nämnas La moglie ideale (uppförd 1890, tryckt 1891), L'innamorata (1893), L'amico (uppförd samma år, tryckt 1908), Alleluja (1893), Verde (1894), La crisi (1905), La morale (1908), L'atto unico och L'ondina. 